# Rua Augusta (Lisboa)
A Rua Augusta é uma famosa rua da baixa de Lisboa, em Portugal, que começando no famoso arco triunfal, liga a Praça do Comércio, à Praça do Rossio. Homenageia a Augusta figura do rei D. José I.
Tem elevada concentração de comércio, já que toda a rua é ladeada por diversas lojas, muitas delas de grandes marcas internacionais. Está desde os finais dos anos 80 fechada ao trânsito e é frequentemente ocupada por artistas de rua, artesãos e vendedores ambulantes.
Paralelas a esta, encontram-se as ruas do Ouro e da Prata.

## Imagens históricas
|  |